# Mary Ellen Mark
Mary Ellen Mark (Filadelfia, 20 de marzo de 1940-Nueva York, 25 de mayo de 2015) fue una fotógrafa estadounidense conocida por sus trabajos de fotoperiodismo, fotografía documental, retrato y fotografía publicitaria. Fotografió a personas que se encontraban "fuera de la sociedad convencional, en sus márgenes, más interesantes y a menudo problemáticos".
Mark publicó 18 colecciones fotográficas, entre las que destacan Streetwise y Ward 81. Sus fotografías se han expuesto en galerías y museos de todo el mundo y se han publicado en Life, Rolling Stone, The New Yorker, New York Times y Vanity Fair. Fue miembro de la agencia Magnum Photos entre 1977 y 1981. Su obra recibió numerosos elogios, incluidos tres premios de periodismo Robert F. Kennedy, tres becas del National Endowment for the Arts, el premio Lifetime Achievement in Photography Award 2014 de George Eastman House y el premio Outstanding Contribution Photography de la World Photography Organisation. 

## Biografía
Mark nació y se crio en Elkins Park, Pensilvania. A los nueve años comenzó a sacar fotografías con una cámara Box Brownie. Estudió en el instituto de Cheltenham donde fue portavoz y demostró su habilidad para pintar y dibujar. En 1962 se licenció en Bellas Artes en Pintura e Historia del Arte por la Universidad de Pensilvania. Tras su graduación, trabajó brevemente en el departamento de planificación de la ciudad de Filadelfia. Luego regresó a la Universidad de Pensilvania donde obtuvo un máster en fotoperiodismo en la Escuela de Comunicación Annenberg, en 1964. 

## Trayectoria
En 1965 Mark recibió una beca Fulbright para fotografiar Turquía durante un año. A partir de este trabajo publicó su primer libro Passport (1974). Durante ese tiempo viajó a Inglaterra, Alemania, Grecia, Italia y España para sacar fotografías de estos países.
Entre 1966 y 1967, se trasladó a la ciudad de Nueva York donde pasó dos años fotografiando las manifestaciones contra la Guerra de Vietnam, el movimiento de liberación de las mujeres, la cultura travesti y Times Square. Allí desarrolló una sensibilidad "alejada de la sociedad convencional, en sus márgenes, más interesantes y a menudo problemáticos". Su fotografía trata diversos temas sociales como la falta de vivienda, la soledad, la adicción a las drogas y la prostitución. Los niños son el centro de gran parte del trabajo de Mark, según sus propias palabras: "Siempre he sentido que los niños y los adolescentes no son 'niños', sino personas pequeñas. Los veo como personas pequeñas que me gustan o no me gustan. También estoy obsesionada con las enfermedades mentales y la gente extraña que se encuentra fuera de las fronteras de la sociedad ", y añadió: "Prefiero reflejar cosas de otras culturas que sean universales, con las que todos podamos relacionarnos... Hay prostitutas en todo el mundo. Intento mostrar su forma de vida". y "Siento afinidad por las personas desfavorecidas socialmente. Lo que más me interesa es dar a conocer su existencia” 
Mark era conocida por la estrecha relación que establecía con sus temas. Para su serie Ward 81 (1979), vivió durante seis semanas con las pacientes del pabellón de seguridad para mujeres del Oregon State Hospital, y para Falkland Road (1981) pasó tres meses entablando amistad con las prostitutas que trabajaban en una calle larga de Bombay. Su proyecto "Streets of the Lost", con la escritora Cheryl McCall, para Life, tuvo como resultado el libro Streetwise (1988) y la producción del documental Streetwise, dirigido por su marido Martin Bell y con banda sonora de Tom Waits. 
Mark trabajó como foto fija en el rodaje de más de cien películas, entre ellas Alice's Restaurant, de Arthur Penn (1969), Catch-22, de Mike Nichols (1970) y Carnal Knowledge (1971), Apocalypse Now, de Francis Ford Coppola (1979) y Australia, de Baz Luhrmann (2008). También fotografió a Federico Fellini en el rodaje de Satyricon (1969), para la revista Look.
En su trabajo utilizó una amplia gama de cámaras en varios formatos, desde 35mm, 120/220, de una cámara de visión de 4×5 pulgadas hasta una cámara Polaroid Land de 20×24, principalmente en blanco y negro con película Kodak Tri-X.
Publicó 18 libros de fotografías y colaboró con diferentes diarios y revistas, entre ellas Life, Rolling Stone, The New Yorker, New York Times y Vanity Fair. Mark fue transparente con los temas que trataba en sus fotografías y su intención de usar lo que veía en el mundo para aplicarlo a su arte, según ella misma declaraba: "Creo que es importante ser directa y honesta con las personas acerca de por qué las estás fotografiando y qué estas haciendo. Después de todo, estás apropiándote de una parte de su alma".
En 1977 se unió a la Magnum Photos y la dejó en 1981 para unirse a Archive Pictures y luego abrir su propia agencia en 1988. Fue jurado en la convocatoria de fotografía para el acceso a The Center for Fine Art Photography e impartió talleres en el Centro Internacional de Fotografía de Nueva York, en México y en el Center for Photography at Woodstock. 
Fue coautora, productora asociada y fotógrafa de la película American Heart (1992), protagonizada por Jeff Bridges y Edward Furlong y dirigida por Martin Bell, sobre un exconvicto que lucha por encarrilar su vida.

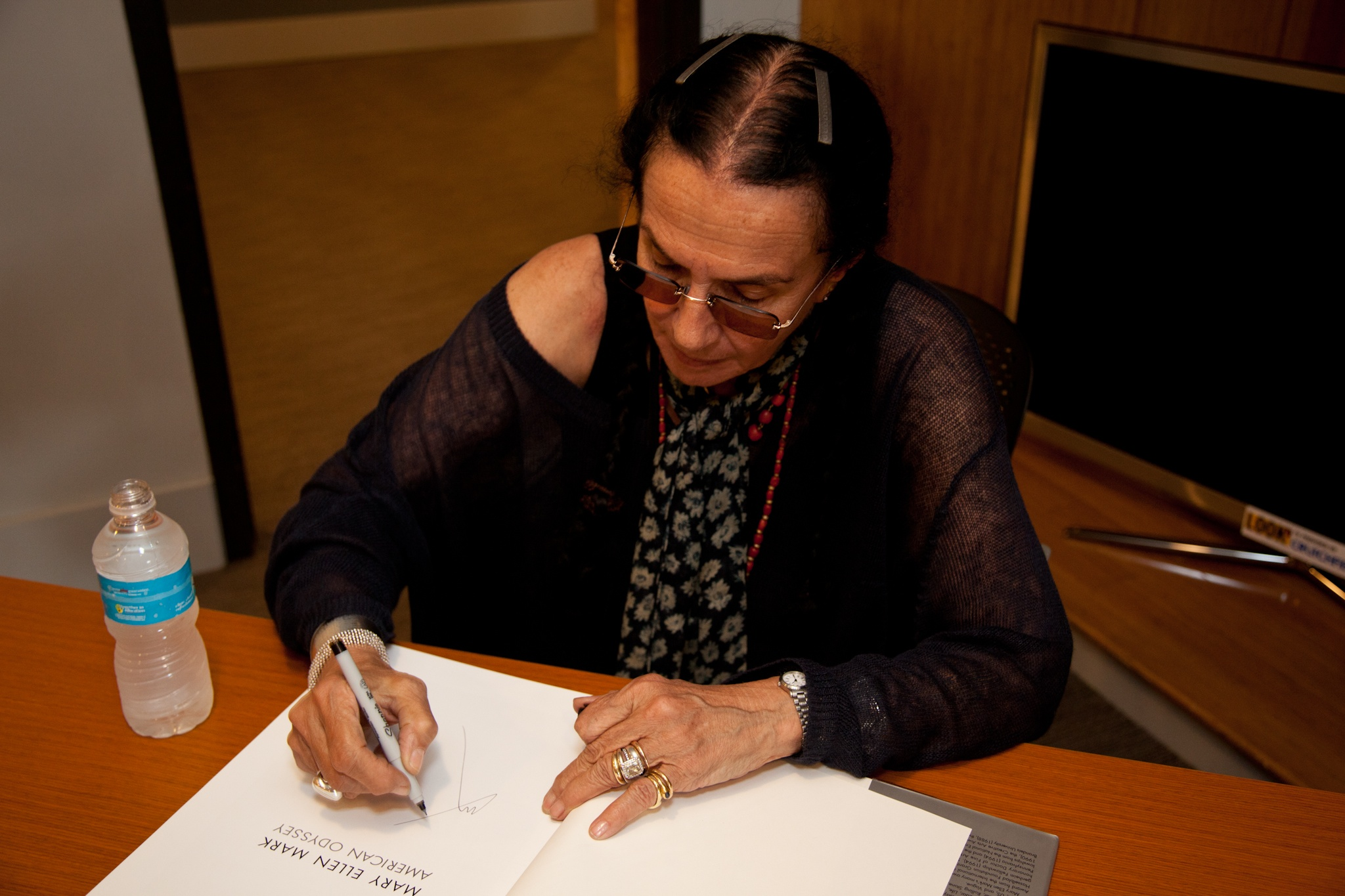
Mark firmando una monografía en 2011

Mark murió el 25 de mayo de 2015 en Manhattan, a los 75 años, de síndrome mielodisplásico, una enfermedad de la sangre causada por insuficiencia de la médula ósea.

## Publicaciones
- Passport. New York: Lustrum Press, 1974. ISBN 978-0-912810-14-0.
- Photojournalism: Mary Ellen Mark and Annie Leibovitz: The Woman's Perspective. Petersons, 1974. ISBN 978-0-8227-0069-2.
- Ward 81. New York: Simon & Schuster, 1979. ISBN 978-0-671-24545-0. Texto de Karen Folger Jacobs, introducción de Miloš Forman.
  - 2ª edc. Bologna: Damiani, 2008. ISBN 978-88-6208-055-2.
- Falkland Road: Prostitutes of Bombay: Photographs and Text. New York: Knopf, 1981. ISBN 978-0-394-50987-7.
- Photographs of Mother Teresa's Mission of Charity in Calcutta. Carmel, CA: Friends of Photography, 1985. ISBN 978-0-933286-43-6. Introducción de David Featherston.
- Streetwise. Philadelphia: University of Pennsylvania, 1988. ISBN 978-0-8122-1268-6. Texto y fotografía editados por Nancy Baker, introduction de John Irving.
  - Segunda impresión: New York: Aperture, 1992. ISBN 978-0-89381-487-8.
- The Photo Essay. Photographers at Work series. Washington, DC: Smithsonian Institution Press, 1990. ISBN 978-1-56098-003-2.
- Mary Ellen Mark: 25 Years. New York: Bulfinch, 1991. ISBN 978-0-8212-1837-2. Texto de Marianne Fulton. Catálogo de la exposición en George Eastman House.
- Indian Circus. San Francisco: Chronicle Books, 1993, y Japón: Takarajimasha, 1993. ISBN 978-0-8118-0531-5. Prólogo de John Irving.
- Portraits. Milan: Federico Motta, 1995. ISBN 978-88-7179-075-6. Edición italiana.
  - Washington: Smithsonian Institution, 1997. ISBN 978-1-56098-720-8. Prólogo de Mary Panzer.
- A Cry for Help: Stories of Homelessness and Hope. New York: Simon & Schuster, 1996. ISBN 978-0-684-82593-9. Introducción de Andrew Cuomo, prefacio de Robert Coles, entrevistas y reportajes de Victoria Kohn.
- Mary Ellen Mark: American Odyssey. New York: Aperture, 1999. ISBN 978-0-89381-880-7. Editado por Melissa Harris, epílogo de Mark y poemas de Maya Angelou y La Shawndrea. Catálogo de la exposición del Philadelphia Museum of Art. "Amplio estudio de las fotografías hechas en Estados Unidos desde 1963 hasta 1999."
- Mary Ellen Mark 55. Phaidon 55 series. Londres: Phaidon, 2001. ISBN 978-0-7148-4617-0. "Una colección de fotografías icónicas e inéditas."
- Mary Ellen Mark. Photo Poche series. Paris: Nathan, 2002. "Fotografías hechas entre 1965 y 2001."
- Twins. New York: Aperture, 2003. ISBN 978-1-931788-19-9.
- Exposure: Mary Ellen Mark: The Iconic Photographs. London: Phaidon, 2005. Hardback, 2005. ISBN 978-0-7148-4404-6. Paperback, 2006. ISBN 978-0-7148-4626-2. Una retrospectiva. Introducciones de Weston Naef y Mark, pies de foto Mark.
- Undrabörn: Extraordinary Child. Reykjavík: National Museum of Iceland, 2007. ISBN 978-9979-790-14-3. Prólogo de Margaret Hallgrimsdottir, introducción de Mark, ensayo de Einar Falur Ingólfsson. Catálogo de la exposición en la National Gallery of Photography, 8 de septiembre de 2007 - 27 de enero de 2008. Islandés e inglés.
- Seen Behind the Scene. Londrés: Phaidon, 2008. ISBN 978-0-7148-4847-1. Introducción de Mark, "A World Behind the Scene" y textos de Francis Ford Coppola, Helen Mirren, Alejandro González Iñárritu y otros. Portraits made on film sets.
  - Uno sguardo dietro le quinte. Quarant'anni di fotografie sui set cinematografici. Phaidon, 2009. ISBN 978-0-7148-5712-1.
- Prom. Los Angeles: J. Paul Getty Museum, 2012. ISBN 978-1-60606-108-4. "Imágenes de estudiantes de secundaria en sus bailes de graduación, tomadas por Mary Ellen Mark en trece colegios de Estados Unidos. El libro incluye un DVD de la película del cineasta Martin Bel, titulada también Prom"
- Man and Beast: Photographs from Mexico and India. Austin: University of Texas, 2014. ISBN 978-0-292-75611-3. Incluye una entrevista de Mark hecha por Melissa Harris.
- Mary Ellen Mark on the Portrait and the Moment. The Photography Workshop Series. New York: Aperture, 2015. ISBN 978-1-59711-316-8.
- Tiny: Streetwise Revisited. New York: Aperture, 2015. ISBN 978-1-59711-262-8. Texto de John Irving, epílogo de Mark y prólogo de Isabel Allende.
- The Book of Everything. Göttingen, Germany: Steidl, 2020. Editado por by Martin Bell. ISBN 978-3-95829-565-0.[18][19]

## Exposiciones
- 2003 - Twins, Marianne Boesky Gallery - Nueva York, Nueva York.[20]
- 2004 - Mary Ellen Mark: Twins and Falkland Road, Museo de Fotografía Contemporánea - Chicago, Illinois.[21]
- 2005 - Falkland Road, Yancey Richardson - Nueva York, Nueva York.[22]
- 2008 - Mary Ellen Mark: The Prom Series, Johnson Museum of Art - Ithaca, Nueva York.[23]
- 2009 - Seen Behind Scene, Staley Wise Gallery - Nueva York, Nueva York.[24]
- 2012 - Fiesta de graduación: fotografías, Museo de Arte de Filadelfia - Filadelfia, Pensilvania.[25]
- 2014 - Mary Ellen Mark: El hombre y la bestia, The Wittliff Collections | Universidad Estatal de Texas - San Macros, Texas.[26]
- 2016 - Actitud: Retratos de Mary Ellen Mark, 1964-2015, Howard Greenberg Gallery - Nueva York, Nueva York.[27]
- 2017 - Looking For Home: A Yearlong Focus, el Museo de Cultura Callejera - Dallas, Texas.[28]
- 2021 - Mary Ellen Mark: Girlhood, Museo Nacional de Mujeres en las Artes - Washington D. C.[29]

## Premios y reconocimientos
- 1965–66: Fulbright Scholarship to take photographs in Turkey.[3]
- 1980: First Prize, Robert F. Kennedy Journalism Award, "Mother Teresa", Life[cita requerida]
- 1980: Page One Award for Excellence in Journalism, The Newspaper Guild of New York, "Children of Desire", The New York Times Magazine[30]
- 1981: First Prize, Robert F. Kennedy Journalism Award, "Mother Teresa in Calcutta", Life Magazine[cita requerida]
- 1982: Leica Medal of Excellence, Falkland Road[30]
- 1984: First Prize, Robert F. Kennedy Journalism Award, "Camp Good Times", Life[cita requerida]
- 1985: 2nd Prize, News Feature stories, World Press Photo 1986[31]
- 1986: The Phillipe Halsman Award for Photojournalism, American Society of Magazine Photographers[cita requerida]
- 1987: Photographer of the Year Award, The Friends of Photography[32]
- 1988: World Press Photo Award, for Outstanding Body of Work Throughout the Years[32]
- 1988: George Polk Award, Photojournalism[33]
- 1988: Distinguished Photographer's Award, Women in Photography[cita requerida]
- 1989: The World Hunger Media Awards, Best Photojournalism, "Children of Poverty", Life[cita requerida]
- 1990: Pictures of the Year Award for Magazine Portrait/Personality, "The Face of Rural Poverty", Fortune Magazine
- 1992: Society of Newspaper Design, Award of Excellence, Magazine Cover and Photojournalism Feature, The New York Times Magazine[cita requerida]
- 1993: Front Page Award, The Newswomen's Club of New York, "Cree Indians" for Condé Nast Traveler[cita requerida]
- 1994: The Professional Photographer of the Year Award, Photographic Manufacturers and Distributors Association[cita requerida]
- 1995: Pictures of the Year, 1st Place Magazine Division, "Napping" Freelance/Life[cita requerida]
- 1996: Pictures of the Year, 1st Place Magazine Division, for issue reporting "Damm Family"; 3rd place in Magazine division for picture essay
- 1996: Master Series Award, School of Visual Arts[cita requerida]
- 1997: Infinity Award, International Center of Photography[cita requerida]
- 1998: The Art Directors Club Silver Award, "El Circo"[cita requerida]
- 1998: The Society of Publication Designers, Gold Medal Award for Design Entire Issue, "Battle of the Generations", Fast Company[cita requerida]
- 1999: Leadership Award, International Photographic Council[cita requerida]
- 1999: Photographic Administrators Incorporated, Award for Excellence in Photojournalism[cita requerida]
- 2001: Cornell Capa Award, International Center of Photography[cita requerida]
- 2003: World Press Photo Awards, First Prize in the Arts (Twins series)[34]
- 2003: Lucie Awards for Outstanding Achievement in Documentary Photography.[35]
- 2006: Visionary Woman Award, Moore College of Art & Design[36]
- 2014: 2014 Lifetime Achievement in Photography Award from the George Eastman House.[3][2]
- 2014: Outstanding Contribution Photography Award from the World Photography Organisation.[3][2]

## Subvenciones y becas
- 1975: Beca de la Agencia de Información de los Estados Unidos para dar conferencias y exponer fotografías en Yugoslavia.[cita requerida]
- 1977: Fondo Nacional de las Artes[cita requerida]
- 1977: Beca del Consejo de las Artes del Estado de Nueva York.[cita requerida]